# ドラマ9 (テレビ東京)
『ドラマ9』（ドラマナイン）は、テレビ東京系列ほかで2024年10月18日から、毎週金曜日の21:00 - 21:54に放送されている連続ドラマ枠。
このページでは、2013年10月11日から2023年3月10日まで金曜20:00 - 20:54で放送されていた『金曜8時のドラマ』（きんようはちじのドラマ）、2023年4月28日から2024年9月13日まで同時間帯で放送されていた『ドラマ8』（ドラマエイト）についても述べる。

## 概要
テレビ東京が2014年の開局50周年を記念し、2011年9月の月曜22時枠終了以来、2年ぶりにゴールデンタイム・プライムタイムでの連続ドラマを再開し、番組タイトルを『金曜8時のドラマ』とした。コンセプトは「大人のための痛快エンターテイメント」。
テレビ東京で20時台に現代劇での連続ドラマが放送されるのは水曜20時枠が2000年9月に終了して以来13年ぶりである。金曜20時台に限っては、2008年7月 - 9月に放送された『刺客請負人』（第2シリーズ）以来5年ぶりとなり、国産現代劇では1982年3月 - 1983年9月放送の『もんもんドラエティ』以来20年ぶりだが、『もんもん』はドラマとバラエティ番組などの複合番組であるため、純粋なドラマは1970年10月 - 1971年9月放送の『おさな妻』以来42年ぶりとなる。
2013年10月開始の第1作『刑事吉永誠一 涙の事件簿』のみ、BGMがなくブラックバックに白字で「金曜8時のドラマ」と表示されるのみのOPタイトルが存在したが、2014年1月開始の第2作『三匹のおっさん〜正義の味方、見参!!〜』以降の作品ははOPタイトルが存在しない。
放送される作品の多くは刑事ドラマやミステリードラマだが、釣りバカ日誌やユニバーサル広告社などのミステリー以外の作品も放送することがある。また、シリーズ化された作品が多い。ここ数年のテレビ東京のゴールデン帯の連続ドラマ枠は改廃が激しかったが、本枠は安定した視聴率を獲得しており、テレビ東京の看板枠になりつつある。
一貫して現代劇を放送していたが、2016年10月から12月まで先述の『刺客請負人』以来8年振りとなる時代劇『石川五右衛門』を放送した。
2020年の作品で、当初は4月24日から『らせんの迷宮〜DNA科学捜査〜』を放送予定であったが、新型コロナウイルスの感染拡大に伴い、撮影スケジュールに影響が出たため、放送延期となった。このため5月1日から7月10日まで、2018年10月期に衛星波のBSテレビ東京「土曜ドラマ9」枠で放送した『サイレント・ヴォイス 行動心理捜査官・楯岡絵麻（Season1）』を放送した。新聞上では再放送の扱いであったが、テレビ東京公式サイト内の番組表上では、この扱いを受けなかった。その上、正式な「金曜8時のドラマ」の一作品として放送された上、続編となるSeason2の衛星波での放送も継続して放送した。
その後は前後のどちらかを急遽2時間ないし3時間に拡大させる対応をするなどして当番組枠を穴埋めする状態だったが、10月23日開始の『記憶捜査2〜新宿東署事件ファイル〜』で『駐在刑事 Season2』以来の当枠の新作が放送されることになった。これにより『らせんの迷宮』は2021年10月期（後述）に放送が延期された。
関東地区では『警視庁ゼロ係〜生活安全課なんでも相談室〜』（SEASON5）開始の2021年4月10日より、直前の19:55 - 20:00に事前番組『みどころ』が設置された。しかし2022年春の改編で19:25に『デカ盛りハンター』が再設置するにあたり、19:55に『デカ盛りちょい足し!』を別途放送するため、同年2月25日終了の『駐在刑事 Season3』を以て廃止された。
また、先述の『サイレント・ヴォイス』の逆パターンで、BSテレ東においての『土曜ドラマ9』でも、2019年に放送された『釣りバカ日誌〜新入社員 浜崎伝助〜』シーズン1を皮切りに、一部のシーズンを除いて、過去に当枠で放送されたシリーズものを中心とした再編集版が放送されている。
2023年4月改編で若い世代もターゲットとしたチャレンジ精神あふれるドラマ枠にリニューアルを行い、番組の枠名を『ドラマ8』に改称した。
2024年10月改編で『所さんの学校では教えてくれないそこんトコロ!』と枠を交換し、金曜21時台に移動に伴い、番組の枠名を『ドラマ9』に改称した。
テレビ東京金曜21時枠にドラマが編成されるのは、1995年1月6日 - 同年3月24日放送の『金曜時代劇傑作選 お助け同心が行く!』（再放送）以来29年半振りで、現代劇は初。
また、本枠の金曜21時台への移動によって、民放5局すべてで金曜21時枠で「連続ドラマ」かつ「現代劇」の枠を経験することとなった。

## 放送作品

### 金曜8時のドラマ

#### 2013年
- 刑事吉永誠一 涙の事件簿（10月11日 - 12月13日）
  - 原作：黒川博行
  - 主演：船越英一郎

#### 2014年
- 三匹のおっさん〜正義の味方、見参!!〜（1月17日 - 3月14日）
  - 原作：有川浩
  - 主演：北大路欣也
- マルホの女〜保険犯罪調査員〜（4月11日 - 6月13日）
  - 主演：名取裕子
- ラスト・ドクター〜監察医アキタの検死報告〜（7月11日 - 9月12日）
  - 主演：寺脇康文
- 新・刑事吉永誠一（第2シリーズ）（10月17日 - 12月12日）
  - 原作：黒川博行
  - 主演：船越英一郎

#### 2015年
- 保育探偵25時〜花咲慎一郎は眠れない!!〜（1月16日 - 3月13日）
  - 原作：柴田よしき
  - 主演：山口智充
- 三匹のおっさん2〜正義の味方、ふたたび!!〜（4月24日 - 6月12日）
  - 原作：有川浩
  - 主演：北大路欣也
- 僕らプレイボーイズ 熟年探偵社（7月17日 - 9月11日）※この作品まで19:58開始
  - 原案：藤田宜永
  - 主演：高橋克実
- 釣りバカ日誌〜新入社員 浜崎伝助〜[11]（10月23日 - 12月11日）※この作品から20:00開始
  - 原作：やまさき十三・北見けんいち
  - 主演：濱田岳

#### 2016年
- 警視庁ゼロ係〜生活安全課なんでも相談室〜（1月15日 - 2月26日）
  - 原作：富樫倫太郎
  - 主演：小泉孝太郎
- ドクター調査班〜医療事故の闇を暴け〜（4月22日 - 6月3日）[12]
  - 主演：谷原章介
- ヤッさん〜築地発!おいしい事件簿〜（7月22日 - 8月26日）
  - 原作：原宏一
  - 主演：伊原剛志
- 石川五右衛門（10月14日 - 12月2日）
  - 原作：樹林伸
  - 主演：十一代目市川海老蔵

#### 2017年
- 三匹のおっさん3〜正義の味方、みたび!!〜（1月20日 - 3月10日）
  - 原作：有川浩
  - 主演：北大路欣也
- 釣りバカ日誌 Season2〜新米社員 浜崎伝助〜（4月21日 - 6月16日）
  - 原作：やまさき十三・北見けんいち
  - 主演：濱田岳
- 警視庁ゼロ係〜生活安全課なんでも相談室〜SECOND SEASON（7月21日 - 9月15日）
  - 原作：富樫倫太郎
  - 主演：小泉孝太郎
- ユニバーサル広告社〜あなたの人生、売り込みます!〜（10月20日 - 12月1日）
  - 原作：荻原浩
  - 主演：沢村一樹

#### 2018年
- 特命刑事 カクホの女（1月19日 - 3月9日）
  - 主演：名取裕子、麻生祐未
- 執事 西園寺の名推理（4月13日 - 6月8日）
  - 主演：上川隆也
- 警視庁ゼロ係～生活安全課なんでも相談室～THIRD SEASON（7月20日 - 9月14日）[13]
  - 原作：富樫倫太郎
  - 主演：小泉孝太郎
- 駐在刑事（10月19日 - 12月7日）[14][15][16]
  - 原作：笹本稜平
  - 主演：寺島進

#### 2019年
- 記憶捜査〜新宿東署事件ファイル〜（1月18日 - 3月1日）[17]
  - 主演：北大路欣也
- 執事 西園寺の名推理 2（4月19日 - 6月14日）
  - 主演：上川隆也
- 警視庁ゼロ係～生活安全課なんでも相談室～SEASON4（7月19日 - 9月6日）
  - 原作：富樫倫太郎
  - 主演：小泉孝太郎
- 特命刑事 カクホの女2（10月18日 - 12月6日）
  - 主演：名取裕子、麻生祐未

#### 2020年
- 駐在刑事 Season2（1月24日 - 3月6日）[18][19]
  - 原作：笹本稜平
  - 主演：寺島進
- サイレント・ヴォイス 行動心理捜査官・楯岡絵麻 Season1（5月1日 - 7月10日）[5][6][7][8]
  - 原作：佐藤青南
  - 主演：栗山千明
- （7月期は休止）
- 記憶捜査2〜新宿東署事件ファイル〜（10月23日 - 12月4日）[20]
  - 主演：北大路欣也

#### 2021年
- 警視庁強行犯係 樋口顕（1月15日 - 2月19日）[21]
  - 原作：今野敏
  - 主演：内藤剛志
- 警視庁ゼロ係〜生活安全課なんでも相談室〜SEASON5（4月30日 - 7月2日）
  - 原作：富樫倫太郎
  - 主演：小泉孝太郎
- （7月期は休止）
- らせんの迷宮〜DNA科学捜査〜（10月15日 - 11月26日）[22][4][23][24]
  - 原作：夏緑・菊田洋之
  - 主演：田中圭、安田顕

#### 2022年
- 駐在刑事 Season3（1月14日 - 2月25日）[25][26]
  - 原作：笹本稜平
  - 主演：寺島進
- 嫌われ監察官 音無一六（5月6日[注 4] - 6月17日）
  - 主演：小日向文世
- 警視庁強行犯係 樋口顕 Season2（7月15日 - 9月2日）[27][28]
  - 原作：今野敏
  - 主演：内藤剛志
- 記憶捜査3〜新宿東署事件ファイル〜（11月4日 - 12月16日）[29]
  - 主演：北大路欣也

#### 2023年
- 今野敏サスペンス 機捜235×強行犯係 樋口顕（1月27日 - 3月10日）[30][注 5]
  - 原作：今野敏
  - 主演：中村梅雀

### ドラマ8

#### 2023年
- 弁護士ソドム（4月28日 - 6月16日）[注 6]
  - 主演：福士蒼汰
- ブラックポストマン（8月18日 - 9月29日）
  - 主演：田中圭
- ハイエナ（10月20日 - 12月8日）
  - 原作：Original Drama『ハイエナ（HYENA）』©KEYEAST/KIM RURI
  - 主演：篠原涼子・山崎育三郎

#### 2024年
- ジャンヌの裁き（1月12日 - 3月8日）
  - 主演：玉木宏
- ダブルチート 偽りの警官 Season1（4月26日 - 6月14日）
  - 主演：向井理
- しょせん他人事ですから 〜とある弁護士の本音の仕事（7月19日 - 9月13日）[注 7]
  - 原作：左藤真通・富士屋カツヒト・清水陽平
  - 主演：中島健人

### ドラマ9

#### 2024年
- D&D〜医者と刑事の捜査線〜（10月18日 - 11月29日）[注 8]
  - 主演：藤木直人

#### 2025年
- 法廷のドラゴン（1月17日 - 3月7日）
  - 主演：上白石萌音
- 失踪人捜索班 消えた真実（4月11日 - 6月6日）
  - 主演：町田啓太
- 能面検事（7月11日 - 8月29日）
  - 原作：中山七里
  - 主演：上川隆也

## 放送局

### 金曜8時のドラマ→ドラマ8
| 放送期間                                                                                              | 放送時間                                                 | 放送局           | 対象地域       | 備考                           |
| --- | -------------------------------------------------------- | ---------------- | -------------- | ------------------------------ |
| 2013年10月11日 - 2024年9月13日                                                                        | 金曜 20:00 - 20:54                                       | テレビ東京       | 関東広域圏     |                                |
| |                                                          | テレビ大阪       | 大阪府         |                                |
| |                                                          | テレビ愛知       | 愛知県         |                                |
| |                                                          | テレビせとうち   | 岡山県・香川県 |                                |
| |                                                          | テレビ北海道     | 北海道         |                                |
| |                                                          | TVQ九州放送      | 福岡県         |                                |
| |                                                          | 奈良テレビ       | 奈良県         | 同時ネット                     |
| |                                                          | テレビ和歌山     | 和歌山県       | 同時ネット                     |
| 2013年10月11日 - 2016年2月26日 2023年10月5日 - 2024年10月17日                                         | 木曜 21:00 - 21:54                                       | 岐阜放送         | 岐阜県         | [ 注 9 ] [ 注 10 ]             |
| 2013年10月25日 - 2024年9月27日                                                                        | 金曜 21:00 - 21:54                                       | びわ湖放送       | 滋賀県         | [ 注 11 ]                      |
| 2017年4月18日 - 2021年10月5日                                                                         | 火曜 21:00 - 21:55                                       | 三重テレビ       | 三重県         | [ 注 12 ] [ 注 13 ]            |
| 2023年5月14日 - 7月2日                                                                                | 日曜 13:00 - 13:54                                       | 長崎放送         | 長崎県         | [ 注 14 ]                      |
| 2023年7月3日 - 8月28日 2023年11月20日 - 2024年1月22日 2024年5月13日 - 7月8日 2024年9月24日 - 11月12日 | 月曜 13:50 - 14:45 月曜 14:50 - 15:45 火曜 14:50 - 15:45 | 新潟テレビ21     | 新潟県         | [ 注 15 ]                      |
| 2023年7月10日 -                                                                                       | 月曜 - 金曜 14:20 - 15:20                                | 青森朝日放送     | 青森県         |                                |
| 2023年8月10日 -                                                                                       | 木曜 14:45 - 16:43                                       | 鹿児島放送       | 鹿児島県       | 2話連続放送                    |
| | 月曜 - 金曜 15:43 - 16:40                                | 広島ホームテレビ | 広島県         |                                |
| 2023年8月25日 -                                                                                       | 月曜 - 金曜 14:35 - 15:35                                | 福井テレビ       | 福井県         | 『午後のドラマセレクション』枠 |
| 2023年9月2日 -                                                                                        | 土曜 0:15 - 1:15（金曜深夜）                             | 琉球朝日放送     | 沖縄県         |                                |
| 2023年10月8日 -                                                                                       | 日曜 0:00 - 0:55                                         | 長野朝日放送     | 長野県         |                                |

### ドラマ9
| 放送期間                                             | 放送時間                              | 放送局         | 対象地域       | 備考       |
| ---------------------------------------------------- | ------------------------------------- | -------------- | -------------- | ---------- |
| 2024年10月18日 -                                     | 金曜 21:00 - 21:54                    | テレビ東京     | 関東広域圏     |            |
|                                                      |                                       | テレビ大阪     | 大阪府         |            |
|                                                      |                                       | テレビ愛知     | 愛知県         |            |
|                                                      |                                       | テレビせとうち | 岡山県・香川県 |            |
|                                                      |                                       | テレビ北海道   | 北海道         |            |
|                                                      |                                       | TVQ九州放送    | 福岡県         |            |
|                                                      |                                       | びわ湖放送     | 滋賀県         | 同時ネット |
|                                                      |                                       | テレビ和歌山   | 和歌山県       | 同時ネット |
| 2024年12月6日 - 2025年1月24日 2025年3月7日 - 4月25日 | 金曜 20:00 - 20:53                    | 奈良テレビ     | 奈良県         | [ 注 16 ]  |
| 2025年4月10日 -                                      | 木曜 1:20 - 2:20（水曜深夜）          | 富山テレビ     | 富山県         | [ 注 17 ]  |
| 2025年4月17日 - 4月25日 2025年4月28日 -              | 平日 15:45 - 16:48 月曜 14:50 - 15:45 | 新潟テレビ21   | 新潟県         | [ 注 18 ]  |

## 配信
- ネットもテレ東（公式サイト、TVer、Lemino）でテレビ東京での放送終了後に最新回が広告付き無料で視聴可能[1]。
- 「金曜8時のドラマ」時代はひかりTVではテレビ東京での放送終了直後より見逃し配信（定額見放題）を行なっていた。ひかりTV以外の動画配信サービスでは放送終了直後より1話ないしパックでのレンタル視聴が行なわれたほか、Amazon Prime VideoやParaviでは2クール後より定額見放題のラインナップに加えられた。
- 「ドラマ8」に改称後、『弁護士ソドム』『ブラックポストマン』『ジャンヌの裁き』はU-NEXT[注 19]、『ハイエナ』はNetflix、『しょせん他人事ですから 〜とある弁護士の本音の仕事』以降はAmazon Prime Videoでテレビ東京での放送終了後に定額見放題で視聴可能。